# Кабриоль (стиль)

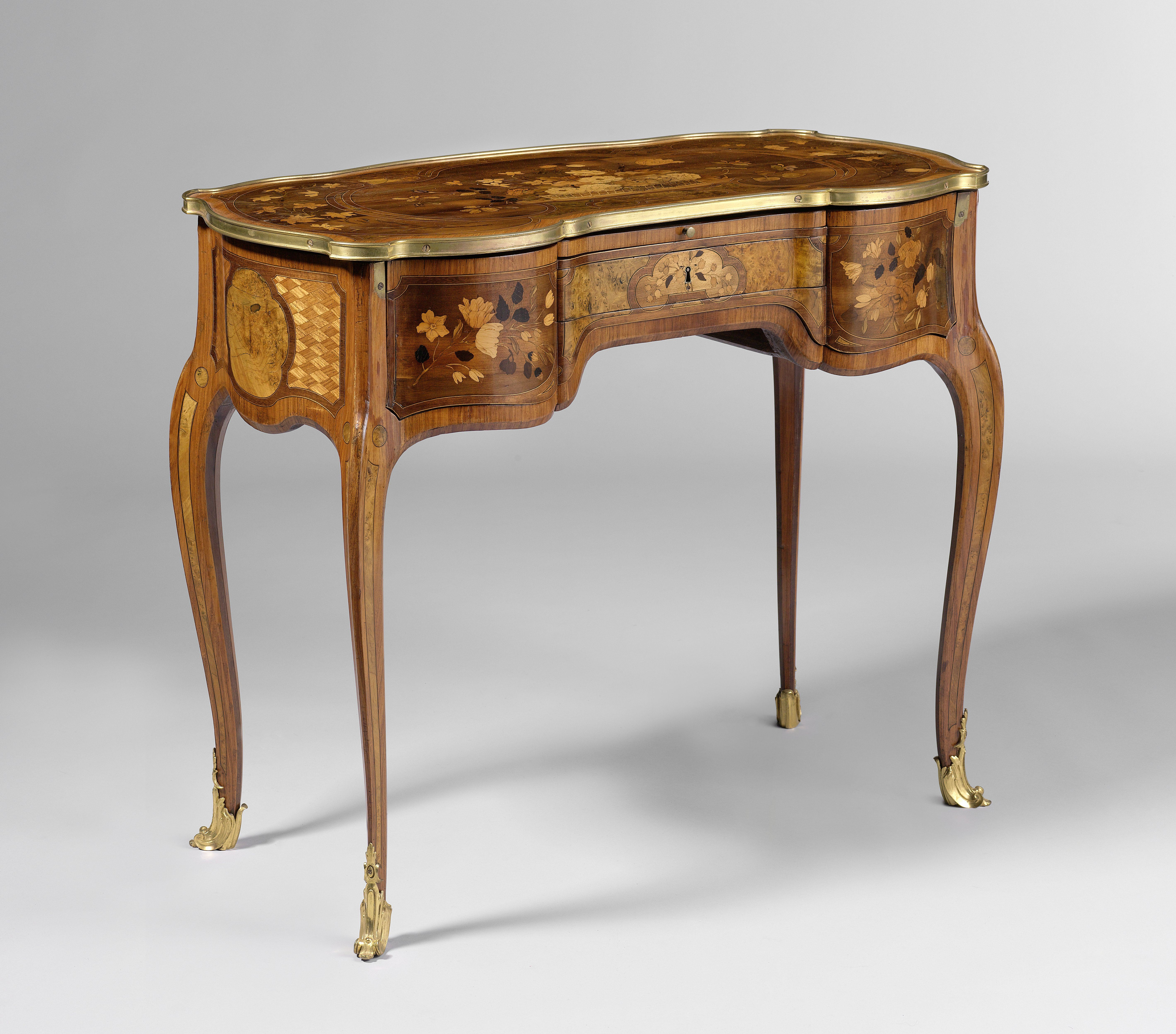
Туалетный столик с ножками кабриоль. 1760-е гг. Мастерская Ж.-Ф. Эбена, Париж

Кабрио́ль (фр. cabriole — вставший на дыбы, пружинящий, cabri — козлёнок, от итал. capra — коза) — название мебельных ножек с S-образным двойным изгибом. Возникло по ассоциации с прыжками горных козлов. Такие формы появились в европейской, главным образом французской, мебели второй половины XVII века — эпохи Большого стиля Людовика XIV, получили наибольшее распространение в XVIII веке в эпоху рококо и стали частью стилевого течения шинуазри.
Похожие образцы привозили голландские мореплаватели Ост-Индской компании из Китая. Голландские мебельщики использовали подлинные китайские лаковые панели и монтировали их в свою мебель: типично голландские кабинеты из чёрного дерева с инкрустацией перламутром, а ножки делали наподобие китайских. На Востоке подобные формы ассоциировали с беличьим хвостом и манерой китайского искусства, которую можно перевести как «шар и коготь». В Англии форма «кабриоль» стала типичной для мебельных стилей «королевы Анны» и Томаса Чиппендейла, известного лондонского мебельщика середины XVIII века. Хотя королева Анна правила лишь по 1712 год, стиль, связанный с её именем, существовал и развивался вплоть до 1760 года. Из Китая схожие формы изогнутой мебели заимствовал другой английский архитектор и художник-прикладник Уильям Чемберс.
Форма ножек типа кабриоль стала востребованной и в последующие эпохи, несмотря на смены стилей и моды. Это объясняется не только её зрительной пластичностью, выражающей упругость и связанной со свойствами S-образной линии, но и её прочностью, несмотря на сложность изготовления. Так в традиционных ремёслах и художественной мебели зарождались будущие принципы технической эстетики и дизайна (польза-прочность-красота), возникшие лишь столетие спустя и использовавшего иные материалы и технологии.
Ножки типа кабриоль получили распространение и в Северной Америке в середине XVIII века в эстетике так называемого федерального стиля (раннеамериканские мебельные стили копировали элементы стиля королевы Анны). Сходное название имеет другой тип традиционной мебели — кабриолет (фр. cabriolet), небольшое лёгкое кресло с изогнутыми локотниками, ножками и округлой спинкой.